# Chouette africaine
Strix woodfordii
Espèce
Synonymes
- Noctua woodfordii A. Smith, 1834
(protonyme)
- Ciccaba woodfordii (A. Smith, 1834)

Statut de conservation UICN

 LC  : Préoccupation mineure
Statut CITES
La Chouette africaine (Strix woodfordii) ou hulotte africaine, est une espèce d'oiseaux de la famille des Strigidae.
Cette Hulotte se tient en général, la nuit, près des villages qui présentent un espace dénudé formant place publique, où la nuit circulent de petits mammifères. Ce rapace nocturne trouve ainsi, plus à sa portée qu'en pleine forêt, des proies faciles à capturer !

## Description et associés
D’une longueur d’un peu plus de 30 cm, trapue, et assez large, elle possède un bec jaune, des pattes jaune clair, un iris brun sombre et des paupières rouges. Le contour des yeux varie du gris au blanc assez pur. Le haut de la tête est chocolat brun foncé. Les plumes du cou sont surtout bandées de blanc et de brun roux. Cela se poursuit sur le haut du poitrail. Les plumes des ailes, notamment vues du dessous, et celles de la queue sont brun foncé presque noirâtre, traversées par des bandes brun roux ou blanches. Le jeune est de teinte blanchâtre, chaque plume avec l'extrémité blanche et barrée de blanc et de chamois.
Le chant est un caractéristique, et simple, ouOOuhhh ou un oouIIâh étiré et un  wuhh-houu wuhh-houu hou-wuhh-houu,.

## Répartition et habitat
Espèce de la partie inférieure de l’Afrique, surtout subsaharienne, observée depuis le Sénégal et la Gambie, jusqu’en Afrique du Sud, et vers l’Éthiopie,. Elle vit dans la forêt humide essentiellement. On le rencontre aussi dans toute autre région suffisamment boisée pour lui offrir un abri.

## Sous-espèces
D'après la classification de référence du Congrès ornithologique international (version 14.1, 2024), la Chouette africaine possède 4 sous-espèces (ordre phylogénique) :
- Strix woodfordii umbrina (Heuglin, 1863) ;
- Strix woodfordii nigricantior (Sharpe, 1897) ;
- Strix woodfordii nuchalis (Sharpe, 1870) ;
- Strix woodfordii woodfordii (Smith, A, 1834).

## Conservation
En 2021, l'espèce est considérée comme de préoccupation mineure par l'UICN.